# العلاقات الغواتيمالية المنغولية
العلاقات الغواتيمالية المنغولية هي العلاقات الثنائية التي تجمع بين غواتيمالا ومنغوليا.

## مقارنة بين البلدين
هذه مقارنة عامة ومرجعية للدولتين:
| وجه المقارنة                                              | غواتيمالا       | منغوليا         |
| --------------------------------------------------------- | --------------- | --------------- |
| المساحة (كم2)                                             | 108.89 ألف      | 1.57 مليون      |
| عدد السكان (نسمة)                                         | 17.26 مليون     | 3.08 مليون      |
| الكثافة السكانية (ن./كم²)                                 | 158.51          | 1.96            |
| العاصمة                                                   | غواتيمالا       | أولان باتور     |
| اللغة الرسمية                                             | اللغة الإسبانية | اللغة المنغولية |
| العملة                                                    | كتزال غواتيمالي | توغروغ منغولي   |
| الناتج المحلي الإجمالي (بليون دولار)                      | 75.62 مليار     | 11.49 مليار     |
| الناتج المحلي الإجمالي (تعادل القوة الشرائية) بليون دولار | 126.21 مليار    | 36.16 مليار     |
| الناتج المحلي الإجمالي الاسمي للفرد دولار أمريكي          | 3.90 ألف        | 3.97 ألف        |
| الناتج المحلي الإجمالي للفرد دولار أمريكي                 | 7.45 ألف        | 11.95 ألف       |
| مؤشر التنمية البشرية                                      | 0.627           | 0.727           |
| رمز المكالمات الدولي                                      | +502            | +976            |
| رمز الإنترنت                                              | .gt             | .mn             |
| المنطقة الزمنية                                           | 00              | ت ع م+08:00     |

## منظمات دولية مشتركة
يشترك البلدان في عضوية مجموعة من المنظمات الدولية، منها:
| علم المنظمة | اسم المنظمة                               | تاريخ انضمام غواتيمالا | تاريخ انضمام منغوليا |
| ----------- | ----------------------------------------- | ---------------------- | -------------------- |
|             | وكالة ضمان الاستثمار متعدد الأطراف        | 11 يوليو 1996          | 21 يناير 1999        |
|             | منظمة الشرطة الجنائية الدولية             | ?                      | ?                    |
|             | منظمة حظر الأسلحة الكيميائية              | ?                      | ?                    |
|             | منظمة التجارة العالمية                    | ?                      | ?                    |
|             | الأمم المتحدة                             | 21 نوفمبر 1945         | 27 أكتوبر 1961       |
|             | مؤسسة التمويل الدولية                     | 20 يوليو 1956          | 14 فبراير 1991       |
|             | يونسكو                                    | 2 يناير 1950           | 1 نوفمبر 1962        |
|             | مؤسسة التنمية الدولية                     | 27 أبريل 1961          | 14 فبراير 1991       |
|             | البنك الدولي للإنشاء والتعمير             | 28 ديسمبر 1945         | 14 فبراير 1991       |
|             | المركز الدولي لتسوية المنازعات الاستشارية | 20 فبراير 2003         | 14 يوليو 1991        |
|             | الاتحاد البريدي العالمي                   | ?                      | ?                    |
|             | الاتحاد الدولي للاتصالات                  | 10 يوليو 1914          | 27 أغسطس 1964        |

## وصلات خارجية
- موقع وزارة الخارجية الغواتيمالية
- موقع وزارة الخارجية المنغولية